# Ga Singi
Ga Singi là ga của Tàu điện ngầm Daegu tuyến 1 ở Singi-dong, quận Dong, Daegu, Hàn Quốc.

## Liên kết
- DTRO ga ảo[liên kết hỏng]